# Antônio Bonchristiano
Antônio Carlos Augusto Bonchristiano (Santos, São Paulo, 1967) é um Investidor, banqueiro, financista economista e Empresário brasileiro, filho de Carlos Bonchristiano, juiz aposentado do Tribunal de Alçada Criminal de São Paulo. Formado em filosofia e economia pela universidade de Oxford, foi CEO da Americanas e atualmente é co-presidente e sócio da GP Investimentos, além de ser conselheiro em diversas empresas pertencentes ao grupo.
Entre as empresas nas quais a GP tem investimento estão: Beleza Natural, BHG (Hotéis), Magnesita S.A, San Antônio (Petróleo e gás), Allis, EBAM.